# Hesperoyucca whipplei
Hesperoyucca whipplei är en sparrisväxtart som först beskrevs av John Torrey, och fick sitt nu gällande namn av William Trelease. Hesperoyucca whipplei ingår i släktet Hesperoyucca och familjen sparrisväxter. Inga underarter finns listade i Catalogue of Life.

## Bildgalleri

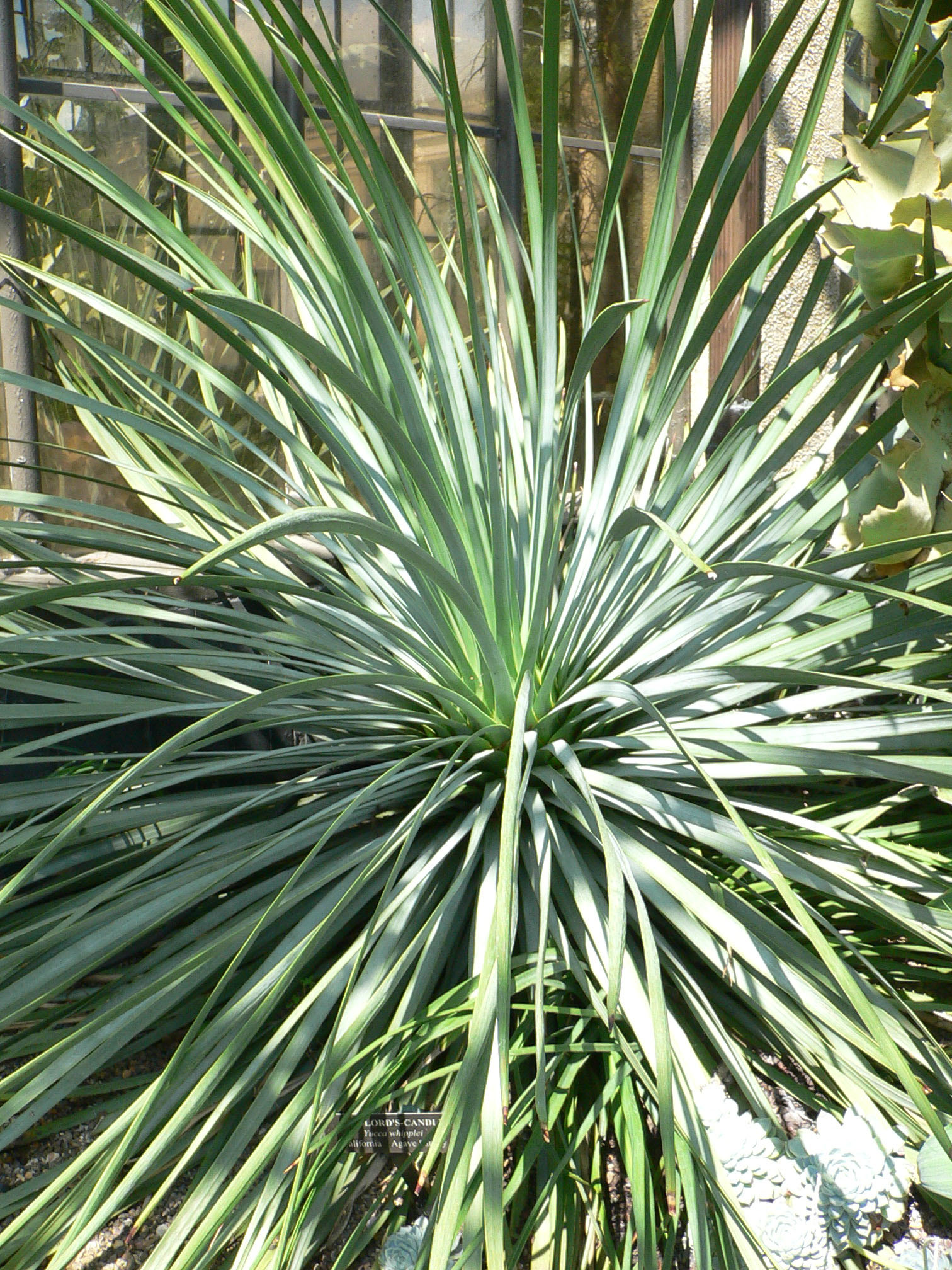
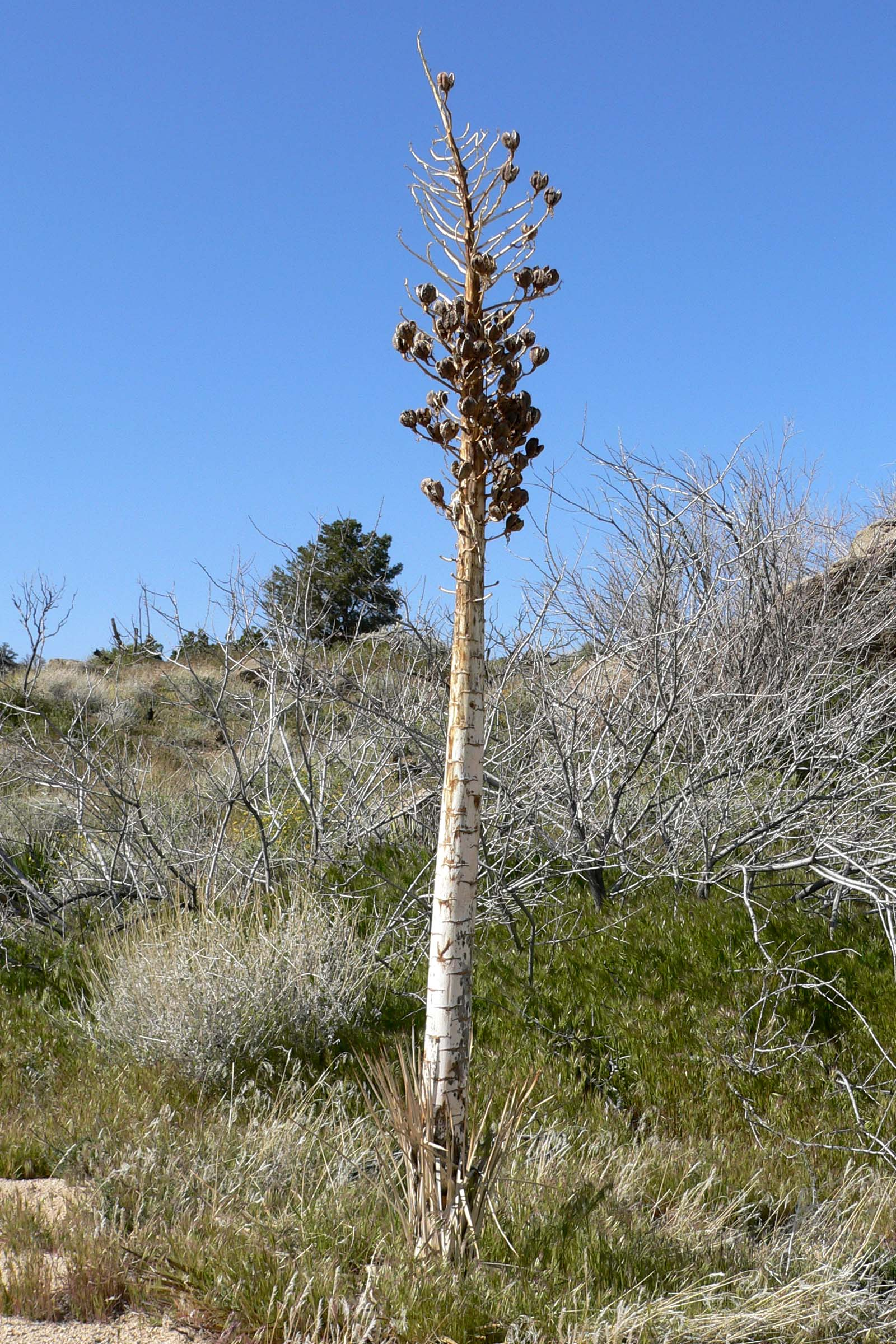
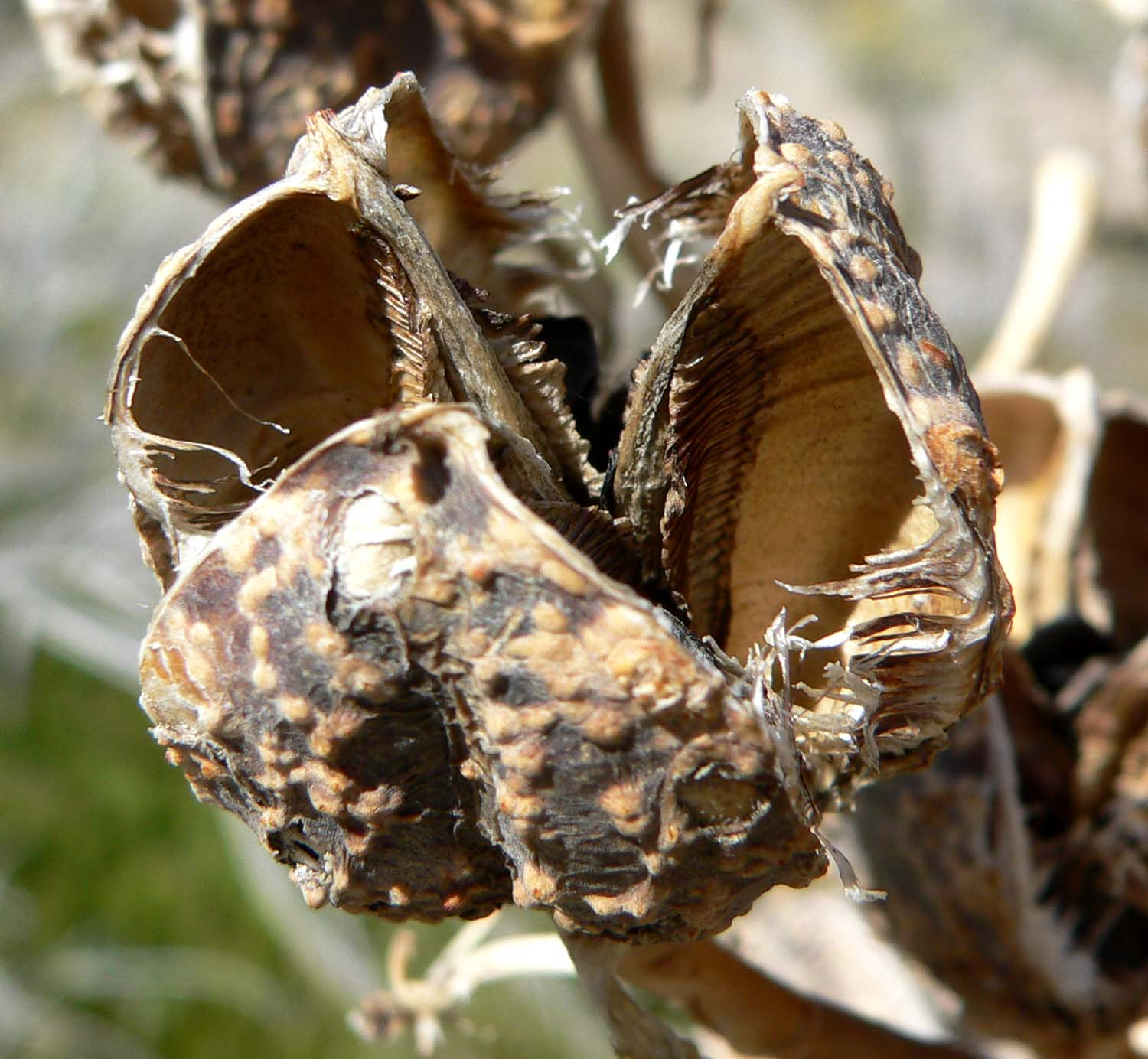
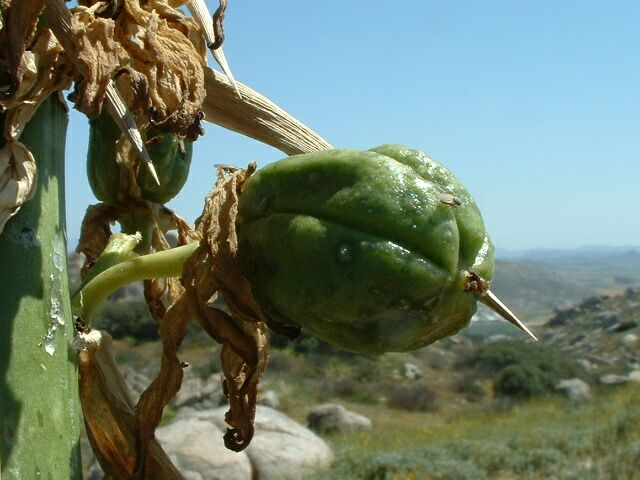
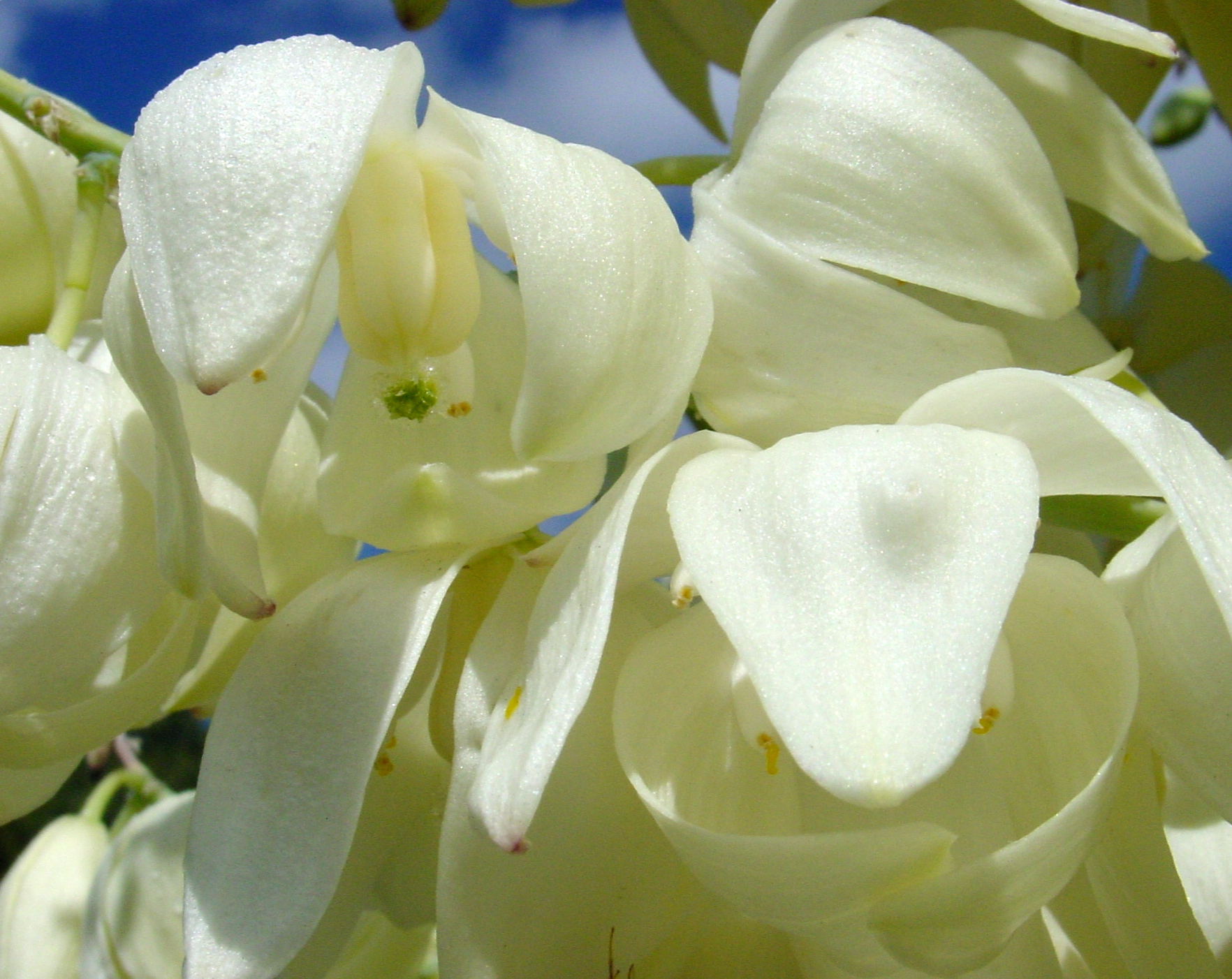
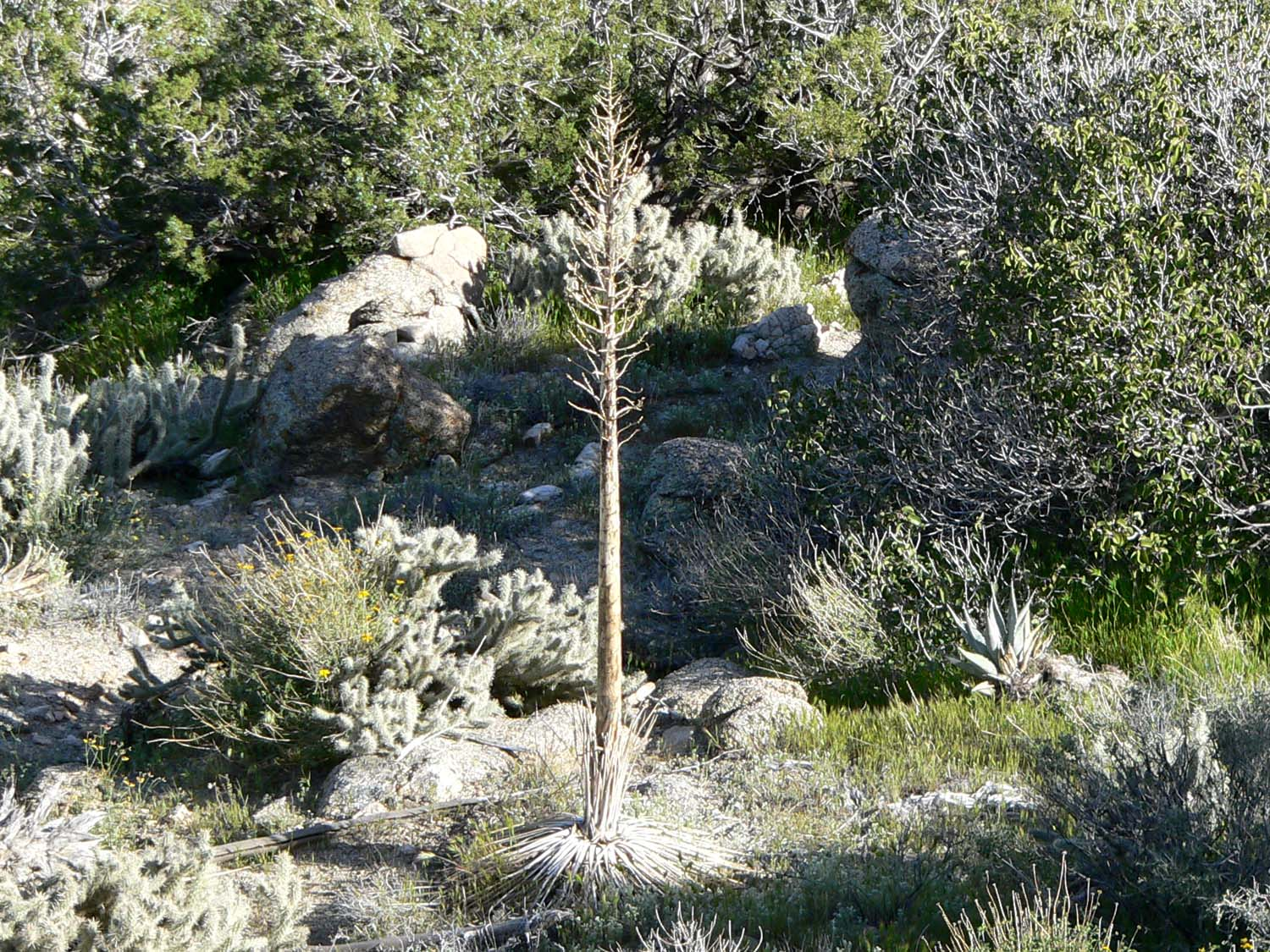